# Terrence Bieshaar
Terrence Christoffel Bieshaar (Haarlem, Països Baixos, 28 de juliol de 1997) és un jugador de bàsquet neerlandès. Amb una alçada de 208 cm, la seva posició en la pista és la de pivot.

## Carrera esportiva
Bieshaar es va traslladar a Catalunya l'any 2006 quan tenia nou anys per decisió familiar. Volia seguir els passos del seu avi i el seu pare (que van jugar a l'Ajax de futbol) i va començar a jugar a futbol al Sant Pere de Ribes, però amb 11 anys un problema amb un àrbitre va derivar en una sanció que el va apartar dels camps durant un extens període. I aquesta situació el va portar a provar altres esports. Terrence va provar fortuna amb el bàsquet i no va trigar a destacar en categories de mini-bàsquet per la seva altura, fitxant amb 12 anys pel FC Barcelona. Va estar dos anys al Barça però per al pas a categoria cadet va decidir canviar d'aires i fitxar pel FIATC Badalona l'any 2010.
Més tard, va estar quatre anys al planter de la Penya i el 2014 va aconseguir un meritori segon lloc en el Campionat d'Espanya Júnior celebrat al municipi madrileny de Torrejón de Ardoz. Va estar una temporada cedit al Club Arenys Bàsquet de la lliga EBA, on va realitzar uns prometedors mitjanes de 13,6 punts, 9 rebots i 15,8 de valoració. L'any 2016, és cedit al CB Prat on alterna la Lliga LEB Or amb el primer equip ACB del Club Joventut de Badalona. La temporada 2017-18 va ser cedit al equip logronyès CB Clavijo, on tornaria la temporada 2019-20 a LEB Plata després d'un any (temporada 2018-19) al Prat amb minuts novament al primer equip de la Penya.

### Selecció holandesa
Amb la selecció sub16 del seu país, Bieshaar va disputar l'europeu de l'any 2013 a Sarajevo. Amb la selecció sub18 va disputar l'europeu del 2015 a Àustria, i amb la sub20 els campionats europeus dels anys 2016 i 2017, a Grècia i Romania respectivament.